# Aalst járás
Aalst járás (arrondissement) egyike a belgiumi Kelet-Flandria tartományban található hat adminisztratív körzetnek. A körzet teljes területe 468,92 km², lakossága 267 274 fő (2007. január 1-jei adat), a körzet átlagos népsűrűsége 570 fő/km². A körzet csak a tartományi közigazgatásban játszik szerepet, igazságszolgáltatás szempontjából Dendermonde járás része, míg politikailag a Dendermonde és Oudenaarde választókerületek között van felosztva.

## Története
A körzetet 1818-ban alakították ki először, amikor a dendermondei körzethez tartozó Aalst kantont összevonták az oudenaardei körzethez tartozó Geraardsbergen, Herzele, Ninove és Zottegem kantonokkal. Az 1963-as nyelvi törvény elfogadása után, amely két (francia és flamand) nyelvű részre osztotta fel Belgiumot, a körzettől Hainaut tartományhoz csatolták a túlnyomórészt franciaajkú  Twee-Akren települést. 1977-ben a települési önkormányzatok során a korábban Oudenaarde körzetben található Sint-Maria-Oudenhove községet összevonták a szomszédos Zottegemmel és mindkettőt Aals körzethez csatolták.

## A körzet települései
Önálló települések:
- Aalst
- Denderleeuw
- Erpe-Mere
- Geraardsbergen
- Haaltert
- Herzele
- Lede
- Ninove
- Sint-Lievens-Houtem
- Zottegem

Résztelepülések:
| - Aaigem - Aalst - Appelterre-Eichem - Aspelare - Baardegem - Bambrugge - Bavegem - Borsbeke - Burst - Denderhoutem - Denderleeuw - Denderwindeke - Elene - Erembodegem - Erondegem - Erpe - Erwetegem - Geraardsbergen - Gijzegem - Godveerdegem - Goeferdinge - Grimminge - Grotenberge - Haaltert - Heldergem - Herdersem - Herzele |

| - Hillegem - Hofstade - Iddergem - Idegem - Impe - Kerksken - Lede - Leeuwergem - Letterhoutem - Lieferinge - Meerbeke - Meldert - Mere (Belgium) - Moerbeke - Moorsel - Nederboelare - Nederhasselt - Neigem - Nieuwenhove - Nieuwerkerken - Ninove - Okegem - Onkerzele - Oombergen - Oordegem - Ophasselt - Ottergem |

| - Outer - Overboelare - Pollare - Ressegem - Schendelbeke - Sint-Antelinks - Sint-Goriks-Oudenhove - Sint-Lievens-Esse - Sint-Lievens-Houtem - Sint-Maria-Oudenhove - Smeerebbe-Vloerzegem - Smetlede - Steenhuize-Wijnhuize - Strijpen - Velzeke-Ruddershove - Viane - Vlekkem - Vlierzele - Voorde - Waarbeke - Wanzele - Welle - Woubrechtegem - Zandbergen - Zarlardinge - Zonnegem - Zottegem |

## A körzet lakosságának alakulása
- Forrás:NIS - Adatok:1806 és 1970 között = az 1970-es népszámlálás adatain alapuló becslés; 1980-napjainkig = lakosság január 1-jén

1. ↑  Wettelijke Bevolking per gemeente op 1 januari 2018. Statbel. (Hozzáférés: 2019. március 9.)